# Sommerbiwak (Hannover)
Das Sommerbiwak war ein Sommerfest, das von der 1. Panzerdivision und der Landeshauptstadt Hannover im Stadtpark Hannover ausgerichtet wurde. 2013 fand das 40. Jubiläum des Biwaks statt. Das Sommerbiwak sollte die Verbundenheit zwischen der Bundeswehr, der Stadt Hannover und ihrer Bevölkerung stärken. Im Jahr 2015 fand das Sommerbiwak nach 41 Jahren erstmals nicht mehr statt, da der Stab der 1. Panzerdivision Ende 2015 nach Oldenburg verlegt wurde. 

## Namensherkunft und Rahmen
Das als Biwak (Feldlager) bezeichnete Sommerfest fand im Stadtpark mit Zelten, Bühnen und Tanzflächen statt, an denen Künstler und Musiker auftraten. Während der Veranstaltung war der Stadtpark nicht öffentlich zugänglich.
Die Veranstaltung wurde regelmäßig von 5.000 bis 6.000 geladenen Gästen und Ehrengästen besucht. Einzelne Ehrengäste sprachen zur Eröffnung. In den letzten Jahren waren dies unter anderem der damalige Ministerpräsident David McAllister, der damalige Bundesgesundheitsminister Philipp Rösler und der ehemalige hannoversche Bürgermeister und jetzige niedersächsische Ministerpräsident Stephan Weil. Neben dem hannoverschen Opernball und dem niedersächsischen Landespresseball gehörte das Sommerbiwak zu den gesellschaftlichen Höhepunkten Hannovers. Angesichts der Proteste und der massiven Polizeipräsenz war die Teilnahme auch ein Bekenntnis zur Bundeswehr.

## Kritik und Proteste
Die Kritik aus pazifistischen und linken Kreisen entzündete sich an der Tatsache, dass hier für eine militärische Einrichtung ein vergnüglicher Rahmen zur Selbstdarstellung geschaffen wurde. Besonders empörte sie die Tatsache, dass die von Grünen und SPD regierte Stadt Hannover als Mitveranstalter auftrat.
Neben bewilligten Demonstrationen veranstalteten die Gegner des Sommerbiwaks auch gewaltfreie Happenings, verübten aber auch Farbbeutelanschläge auf ein SPD-Büro und eine Polizeistation sowie im Jahr 2010 einen Brandanschlag 2010 auf den Rosenpavillon des Stadtparks, der dadurch völlig zerstört wurde. Das Sommerbiwak wurde mit aufwendigen Polizeimaßnahmen geschützt. 2010 versuchten Mitglieder der Landtagsfraktion Die Linke, darunter der Landtagsabgeordnete Manfred Sohn, sich während der Rede von Ministerpräsident McAllister zu entblößen. Im Juni 2011 bekam die Gewalt mit einem Farbanschlag auf die private Wohnung eines unbeteiligten Leutnants der Reserve eine neue Dimension.